# NN-20
La carretera NN‑20 es una vía departamental secundaria proyectada en el departamento de Río San Juan, Nicaragua. Se espera que conecte el límite municipal Jalapa–El Jícaro con el Distrito de El Castillo, mejorando la conectividad local.

## Trazado y cruces
Este es el trazado estimado de la NN‑20, basado en el «Anexo: Red Vial Nacional de Nicaragua»:
| km   | Localidad / Punto       | Departamento | Conexión / Ruta |
| ---- | ----------------------- | ------------ | --------------- |
| 0,00 | Límite Jalapa–El Jícaro | Río San Juan | NN 19           |
| —    | El Castillo (Distrito)  | Río San Juan | Fin planificado |